# Penampang (district)
Penampang is een district in de Maleisische deelstaat Sabah.
Het district telt 126.000 inwoners op een oppervlakte van 470 km².